# Kawaii dake ja Nai Shikimori-san
Kawaii dake ja nai Shikimori-san (可愛いだけじゃない式守さん "Shikimori không chỉ dễ thương") là một manga được viết và minh họa bởi Maki Keigo. Bộ truyện được xuất bản lần đầu trên trang web và ứng dụng Magazine Pocket của Kodansha từ tháng 2 năm 2019 đến tháng 2 năm 2023. Bộ truyện được cấp phép tại Bắc Mỹ bởi Kodansha USA. Phiên bản anime chuyển thể từ bộ truyện được sản xuất bởi Doga Kobo lên sóng vào tháng 4 năm 2022.

## Cốt truyện
Câu chuyện xoay quanh cặp đôi Izumi và Shikimori. Izumi là một chàng trai hay gặp xui xẻo, và bạn gái dễ thương của cậu là Shikimori luôn bảo vệ cậu tránh khỏi những xui xẻo đó với một phong cách cực ngầu.

## Nhân vật chính
Shikimori Miyako (式守 都)
Lồng tiếng bởi: Ōnishi Saori
Một nữ sinh trung học, bạn gái của Izumi. Bình thường cô ấy thường rất dễ thương và dịu dàng, nhưng khi Izumi gặp vấn đề gì đó hoặc những gì liên quan đến Izumi, tính cách của cô thay đổi thành một trái tim lạnh lùng với đôi mắt long lanh sắc bén khiến mọi người xung quanh bị doạ hết hồn. Cô có phản xạ nhanh và thường xuyên cứu Izumi khỏi những tình huống nguy hiểm. Bạn bè của cô gọi cô Mi-chon (みっちょん Mitchon)Ch. 27 và bố mẹ của Izumi gọi cô là Mi-chan (みーちゃん Mi ̄-chan).Ch. 17 Cô có mái tóc màu hồng nhạt, và là một học sinh giỏi, đứng thứ hạng 11 trong lớp.Ch. 11 Cô giỏi thể thao và đặc biệt xuất sắc khi được Izumi cổ vũ. Ch. 5, 18, 19-20 Đôi khi cô rất nhạy cảm, và thường rất hay ghen tuông, đặc biệt là khi Izumi ngưỡng mộ những cô gái và phụ nữ hấp dẫn hơn mình, cô còn ghen với Inuzuka chỉ vì Izumi quá thân thiết và hay quan tâm đến cậu ấy. Cô có một vài điểm yếu như nấu ăn và hát, mặc dù trong chương sau, cô đã tham gia các lớp học nấu ăn cùng với mẹ của Izumi và có tiến bộ đôi chút.Ch. 15, 73, 82 Ban đầu, cô thực sự rất nhút nhát và rụt rè trước khi Izumi rủ cô đi chơi, và có được sự tự tin khi cô có thể thúc đẩy Izumi quyết đoán hơn một chút.Ch. 38, 41 Cô từng tập karate lúc còn bé nhưng đã bỏ sau đó, đó là lý do cô có thể bảo vệ cậu bạn trai quá xui xẻo của mình.
Izumi Yūki (和泉 幽希)
Lồng tiếng bởi: Umeda Shūichirō
Là bạn trai của Shikimori, được mô tả là "một người lạc quan và thân thiện". Cậu đã gặp nhiều xui xẻo khủng khiếp trong suốt cuộc đời mình.Vol. 4 profiles Cậu không thường quyết đoán và hy vọng sẽ trở nên can đảm hơn như Shikimori. Cậu là một học sinh giỏi, đứng hạng 5 trong lớpCh. 11 và không giống như Shikimori và Inuzuka, cậu là một người giỏi nấu ăn.Ch. 29 Bạn bè của cậu hay gọi cậu ngắn gọn là Yū (ゆう).Ch. 57, 63
Inuzuka Shu (犬束 秀)
Lồng tiếng bởi: Okamoto Nobuhiko
Người bạn thân nhất của Izumi, được miêu tả là "sống thật với chính mình, sôi nổi và tốt bụng.Vol. 4 profiles Bạn bè của Shikimori hay gọi cậu là "Inu" (chó).Ch. 36 Cậu có làm việc bán thời gian. Cậu cũng có lúc bị Shikimori coi là tình địch vì quá quan tâm đến Izumi.
Nekozaki Kyo (猫崎 享)
Lồng tiếng bởi: Matsuoka Misato
Cô là một trong những người bạn thân nhất của Shikimori cùng với Hachimitsu. Cô được mô tả là "năng động", thực sự hướng ngoại, nhưng cô có thể hơi thiếu kinh nghiệm"Vol. 4 profiles. Cô là thành viên trong đội bóng chuyền và là đồng đội của Kamiya.Ch. 40
Hachimitsu Yui (八満 結)
Lồng tiếng bởi: Hidaka Rina
Cô là một trong những người bạn thân nhất của Shikimori cùng với Nekozaki. Cô được mô tả là có một biểu hiện vô hồn, nhưng rất tinh ý.Vol. 4 profiles Cô nhỏ nhắn hơn so với bạn bè của mình, và thích các hoạt động trong nhà giống như Izumi.Ch. 24, 26
Kamiya (狼谷)
Lồng tiếng bởi: Fukuhara Ayaka
Một ngôi sao cầu thủ trong đội bóng chuyền. Cô cao, mảnh khảnh, và rất nổi tiếng ở trường.Vol. 5 profiles Cô và Izumi cùng làm việc trong ban thư viện. Cô thích Izumi nhưng khi biết về mối quan hệ của Izumi và Shikimori, cô cảm thấy đau đớn và buồn bã vì đã không có được mối quan hệ với Izumi như vậy. Shikimori đã giúp cô giải quyết tình yêu đơn phương này.Ch. 39-43

### Nhân vật phụ
Izumi Motoko (和泉 許子)
Lồng tiếng bởi: Shinohara Emi
Mẹ của Izumi. Cô cũng thường xuyên gặp xui xẻo như Izumi.Ch. 17
Izumi Akisada (和泉 明貞)
Lồng tiếng bởi: Kusumi Naomi
Cha của Izumi và là chồng của Motoko. Ông tuy nhìn có thể mập mạp và hiền lành nhưng cũng có thể cõng cả Izumi lẫn Shikimori trên lưng.Ch. 35
Shikimori Miyabi (式守 雅)
Lồng tiếng bởi: Park Romi
Mẹ của Shikimori. Bà có khuôn mặt luôn tỏ ra vẻ lạnh lùng và nghiêm túc nhưng vẫn quan tâm tới con gái mình.Ch. 66-67
Fuji Shikimori (式 守 藤, Shikimori Fuji)
Lồng tiếng bởi: Hiro Shimono
Anh trai của Shikimori, anh rất hay trêu chọc em gái mình. Anh từng tập Karate với cô và cô chưa bao giờ thắng nổi anh.
Rika Isana (鯨 里歌, Isana Rika)Isana là một phụ nữ trẻ làm việc tại quán cà phê mà Inuzuka đang làm việc bán thời gian. Cô hy vọng một ngày nào đó sẽ sở hữu cửa hàng của riêng mình, và ngưỡng mộ Inuzuka vì sự quyết tâm của cậu ấy.Ch. 79
Saruogi (猿荻)Saruogi là bạn cùng lớp tham gia nhóm của Izumi và Shikimori trong chuyến tham quan Kyoto của trường. Anh rất nhút nhát và chậm trả lời. Nekozaki kể về một câu chuyện khi anh nhường ghế trên tàu cho một bà già nhưng vô tình dừng lại quá sớm và kết thúc quá muộn. Sau khi Izumi nói chuyện với anh ta, Saruogi dự định sẽ quyết đoán hơn một chút.Ch. 84-85

## Truyền thông

### Manga
Được viết và minh họa bởi Maki Keigo, bộ truyện được xuất bản lần đầu trên trang web và ứng dụng Magazine Pocket của Kodansha từ tháng 2 năm 2019 và kết thúc vào tháng 2 năm 2023. Hai mươi tập tankōbon đã được xuất bản kể từ tháng 4 năm 2023. Vào tháng 3 năm 2020, Kodansha USA đã công bố sẽ phát hành bản kỹ thuật số bằng tiếng Anh của bộ truyện tại Bắc Mỹ, tập đầu tiên được phát hành vào ngày 27 tháng 10 năm 2020.

#### Danh sách tập truyện
| #  | Ngày phát hành Nhật | ISBN Nhật         |
| -- | ------------------- | ----------------- |
| 1  | 7 tháng 6, 2019     | 978-4-06-516223-1 |
| 2  | 9 tháng 9, 2019     | 978-4-06-516891-2 |
| 3  | 9 tháng 12, 2019    | 978-4-06-518339-7 |
| 4  | 9 tháng 3, 2020     | 978-4-06-518777-7 |
| 5  | 9 tháng 6, 2020     | 978-4-06-519740-0 |
| 6  | 9 tháng 10, 2020    | 978-4-06-521020-8 |
| 7  | 8 tháng 1, 2021     | 978-4-06-522032-0 |
| 9  | 9 tháng 7, 2021     | 978-4-06-524019-9 |
| 10 | 8 tháng 10, 2021    | 978-4-06-525745-6 |
| 11 | 7 tháng 1, 2022     | 978-4-06-526594-9 |
| 12 | 9 tháng 3, 2022     | 978-4-06-527271-8 |
| 13 | 9 tháng 5, 2022     | 978-4-06-527850-5 |
| 14 | 8 tháng 7, 2022     | 978-4-06-528383-7 |
| 15 | 7 tháng 10, 2022    | 978-4-06-529405-5 |
| 16 | 9 tháng 12, 2022    | 978-4-06-529948-7 |
| 17 | 9 tháng 2, 2023     | 978-4-06-530330-6 |
| 18 | 9 tháng 2, 2023     | 978-4-06-530742-7 |
| 19 | 7 tháng 4, 2023     | 978-4-06-531347-3 |
| 20 | 7 tháng 4, 2023     | 978-4-06-531348-0 |

### Anime
Vào tháng 1 năm 2021, tài khoản Twitter chính thức của dịch vụ Magazine Pocket đã thông báo rằng bộ truyện sẽ nhận được chuyển thể thành series anime truyền hình và được sản xuất bởi Doga Kobo. Ryota Itoh là đạo diễn của bộ phim, với Yamanaka Shōhei là trợ lý đạo diễn, Narita Yoshimi giám sát phần kịch bản và Kikuchi Ai thiết kế các nhân vật. Bộ phim được phát sóng vào ngày 10 tháng 4 năm 2022, trên ABC và ANiMAZiNG!!! của TV Asahi. Bài hát chủ đề mở đầu của bộ phim là "Honey Jet Coaster" do Nasuo ☆ sáng tác, trong khi bài hát chủ đề kết thúc của phim là "Route Blue" bởi Nakashima Yuki. Bộ phim được phát hành trên toàn cầu ngoại trừ châu Á bởi Crunchyroll. Bộ phim được cấp phép tại Đông và Đông Nam Á bởi Muse Communication.

#### Danh sách tập
| TT.                                                     | Tiêu đề | Đạo diễn                                         | Biên kịch      | Phân cảnh bởi                   | Ngày phát hành gốc  |
| ------------------------------------------------------- | --- | ------------------------------------------------ | -------------- | ------------------------------- | ------------------- |
| 1                                                       | "Bạn gái của tôi cực kỳ dễ thương" Chuyển ngữ: "Boku no kanojo wa totemo kawaii" (tiếng Nhật: 僕の彼女はとてもかわいい)                                                                                                 | Itō Ryōta                                        | Narita Yoshimi | Itō Ryōta                       | 10 tháng 4 năm 2022 |
| 2                                                       | "Gió và mây, đại hội chơi bóng" Chuyển ngữ: "Fū'un, kyūgi taikai!" (tiếng Nhật: 風雲、球技大会！) | Yamanaka Shōhei Kim Sung-min                     | Chiba Misuzu   | Yamanaka Shōhei                 | 17 tháng 4 năm 2022 |
| 3                                                       | "Sau khi gặp xui, trời lại nắng" Chuyển ngữ: "Fukō nochi, hare" (tiếng Nhật: 不幸のち、晴れ) | Ōnishi Kenta                                     | Narita Yoshimi | Ōnishi Kenta                    | 24 tháng 4 năm 2022 |
| 4                                                       | "Những tơ tưởng ngày hè" Chuyển ngữ: "Rikka, sorezore no omoi" (tiếng Nhật: 立夏、それぞれの想い) | Kamitsubo Ryōki                                  | Yamada Yuka    | Kamitsubo Ryōki                 | 1 tháng 5 năm 2022  |
| 5                                                       | "Chuyến đi chơi suối vui vẻ" Chuyển ngữ: "Ukiuki kawa asobi!" (tiếng Nhật: ウキウキ川あそび！) | Takeuchi Takashi                                 | Chiba Misuzu   | Yoshikawa Hiroaki               | 8 tháng 5 năm 2022  |
| 6                                                       | "Mùa hè là phải ngắm pháo hoa" Chuyển ngữ: "Natsu zo hedataru hanabi ka na" (tiếng Nhật: 夏ぞ隔たる花火かな) | Morita Geisei                                    | Yamada Yuka    | Itō Ryōta Yamanaka Shōhei       | 15 tháng 5 năm 2022 |
| SP                                                      | "Tập đặc biệt" Chuyển ngữ: "Issho ni Miyou! TV Anime "Kawaii dake ja Nai Shikimori-san" dai 1-wa Ōdio Komentarī SP" (tiếng Nhật: いっしょに見よう！TVアニメ『可愛いだけじゃない式守さん』第1話オーディオコメンタリーSP) | Không rõ                                         | Không rõ       | Không rõ                        | 22 tháng 5 năm 2022 |
| Phát sóng lại tập 1 kèm bình luận của các seiyuu chính. | |                                                  |                |                                 |                     |
| 7                                                       | "Lễ hội văn hóa 1" Chuyển ngữ: "Bunkasai Ichi" (tiếng Nhật: 文化祭Ⅰ) | Kim Sei Min                                      | Chiba Misuzu   | Yoshikawa Hiroaki               | 29 tháng 5 năm 2022 |
| 8                                                       | "Lễ hội văn hóa 2" Chuyển ngữ: "Bunkasai Ni" (tiếng Nhật: 文化祭Ⅱ) | Ōnishi Kenta Kuwano Takafumi                     | Chiba Misuzu   | Ōnishi Kenta Itō Ryōta          | 5 tháng 6 năm 2022  |
| SP2                                                     | "Tập đặc biệt 02" Chuyển ngữ: "Min'na de Erabou! TV Anime "Kawaii dake ja Nai Shikimori-san" Mei Shīn Furikaeri SP" (tiếng Nhật: みんなで選ぼう！TVアニメ『可愛いだけじゃない式守さん』名シーン振り返りSP)              | Không rõ                                         | Không rõ       | Không rõ                        | 12 tháng 6 năm 2022 |
| Tái hiện lại những cảnh nổi bật nhất từ các tập trước.  | |                                                  |                |                                 |                     |
| 9                                                       | "Vô tư và vụng về" Chuyển ngữ: "Mujaki-sa to bukiyō-sa" (tiếng Nhật: 無邪気さと不器用さ) | Kamitsubo Ryouki                                 | Yamada Yuka    | Yoshikawa Hiroaki               | 19 tháng 6 năm 2022 |
| 10                                                      | "Cảm xúc muốn thắng" Chuyển ngữ: "Kachitai Kimochi" (tiếng Nhật: 勝ちたい気持ち) | Haraguchi Hiroshi Morita Geisei Takeuchi Takashi | Chiba Misuzu   | Haraguchi Hiroshi               | 26 tháng 6 năm 2022 |
| 11                                                      | "Không chỉ dễ thương" Chuyển ngữ: "Kawaii dake ja Nai" (tiếng Nhật: 可愛いだけじゃない) | Itō Ryōta                                        | Itō Ryōta      | Itō Ryōta                       | 3 tháng 7 năm 2022  |
| 12                                                      | "Hơn cả giấc mơ" Chuyển ngữ: "Yume yori mo" (tiếng Nhật: 夢よりも) | Kamitsubo Ryōki Nekotomi Chao                    | Narita Yoshimi | Yoshikawa Hiroaki Nekotomi Chao | 10 tháng 7 năm 2022 |

## Đón nhận
Đến tháng 2 năm 2023, manga đã có hơn 4,6 triệu bản được lưu hành. 